# Эксмур
Эксмур (англ. Exmoor) — географическая область на западе графства Сомерсет и севере графства Девон в Юго-Западной Англии, названная в честь реки Экс, берущей своё начало в центре данной области; остаток древнего охотничьего королевского леса площадью в 76 км² (1815—1818 гг.), 41,5 км² которого в 1815 году было отведено королю, включая нынешнюю Эксмурскую общину c приходской церковью в Симонсбате, а в 1818 году продано в частные руки. В 1954 году создан национальный парк площадью 692.8 км² (71 % в Сомерсете, 29 % в Девоне) в который, помимо Эксмура, вошли Брендонские холмы, Ист-Линская речная долина, Порлокская долина и 55 км побережья Бристольского залива.

## Характерная природная область
Эксмур носит статус характерной природной области Англии (ХПО) № 145.
ХПО — подразделение природных областей Англии на основе комбинации таких черт, как ландшафт, био- и георазнообразие и хозяйственная деятельность, которое выполняется британской вневедомственной общественной организацией Natural England, консультирующей Правительство Великобритании по вопросам защиты окружающей среды Англии. Всего в Англии существует 159 таких областей.
Соседние с Эксмуром ХПО: Кульмовые пласты на юго-западе, Девонское красноземье на юге, Тонтонская долина и Квантокские холмы на востоке.

## Эксмурский национальный парк
Эксмур стал национальным парком в 1954 году по закону 1949 года. Территория национального парка представляет собой нагорье, на котором находится несколько удалённых деревень и сёл. Крупнейшие из них — Порлок, Далвертон, Линтон и Линмаут, в них живёт почти 40 % населения парка. Линтон и Линмаут объединены в одну общину и соединены фуникулёром.
Раньше Эксмур был королевским лесом и охотничьими угодьями, но в 1818 году последние были распроданы. Несколько районов Эксмура стали участками особого научного значения благодаря своей флоре и фауне. В 1993 году на территории Эксмура была объявлена экологически уязвимая зона.

## Геология
Эксмур состоит из осадочных пород: гравелитов, песчаников, шифера, глинистого сланца, известняка, алеврита и аргиллита. Эти породы сложились в основном в девонский и каменноугольный период, причём название «девонский» происходит от названия графства, в котором расположен Эксмур, и первые исследования девонских пород произошли именно здесь. Так как этот регион не подвергался оледенению, то местный ландшафт довольно древний. Встречаются обнажения пород железа и кварца. В Гленторне находятся Трентишское залегание Хэнгмэнской серии песчаников. Хэнгмэнские песчаники — это пример среднедевонских разрезов северного Девона и Сомерсета. Необычные пресноводные пласты в этих породах сформировались в пустынном климате. Лежащие ниже породы покрыты мхами и имеют рыхлое, кислое основание. Высочайшая точка Эксмура — 519-метровый Данкери-бикон, это также высочайшая точка Сомерсета.

### Побережье
В Эксмуре 55-километровое побережье, где находятся высочайшие приморские утёсы Англии, достигающие 314 метров (в Калбоуне). Тем не менее, гребень береговой цепи холмов находится более чем в 1,6 км от моря. Если «утёсом» считать холм с уклоном более 60°, то высочайшим утёсом Британии является Хэнгмэн, расположенный возле Кум-Мартин, высотой в 318 метров, с обрывом более 250-метров высотой. Рядом находится Литтл-Хэнгмэн, 250 метров высотой, который стоит на границе Эксмура.
Лесные массивы Эксмура иногда простираются до берега, особенно часто между Порлоком и The Foreland, там находится самый длинный участок прибрежного леса в Англии и Уэльсе. Прибрежные пустоши Эксмура имеют статус участков особого научного значения благодаря разнообразию произрастающих там растений.
За впечатляющие водопады, ущелья, утёсы и скалистые мысы эксмурское побережье в 1991 году получило статус охраняемой береговой зоны. На местных клиффах находятся одни из самых длинных и удалённых траверсов в Великобритании. South West Coast Path протяжённостью 1014 километров — самая длинная национальная тропа в Англии. Она начинается у Майнхеда и идёт вдоль всего побережья. У Линмаута, Порлок-Уэйр и Кум-Мартин находятся небольшие гавани. В старину они были жизненно важны для прибрежной торговли, но в XXI веке служат преимущественно для развлечений: там швартуются частные некоммерческие прогулочные и рыболовные суда.
Долина камней за Линтоном — глубокая сухая долина, расположенная параллельно берегу; с приморской стороны на высших точках долины находится множество огромных камней. Долина вместе с полуостровом Секстонз-Барроуз (англ. Sexton's Burrows) образует естественный волнорез залива Уотермаут (англ. Watermouth).

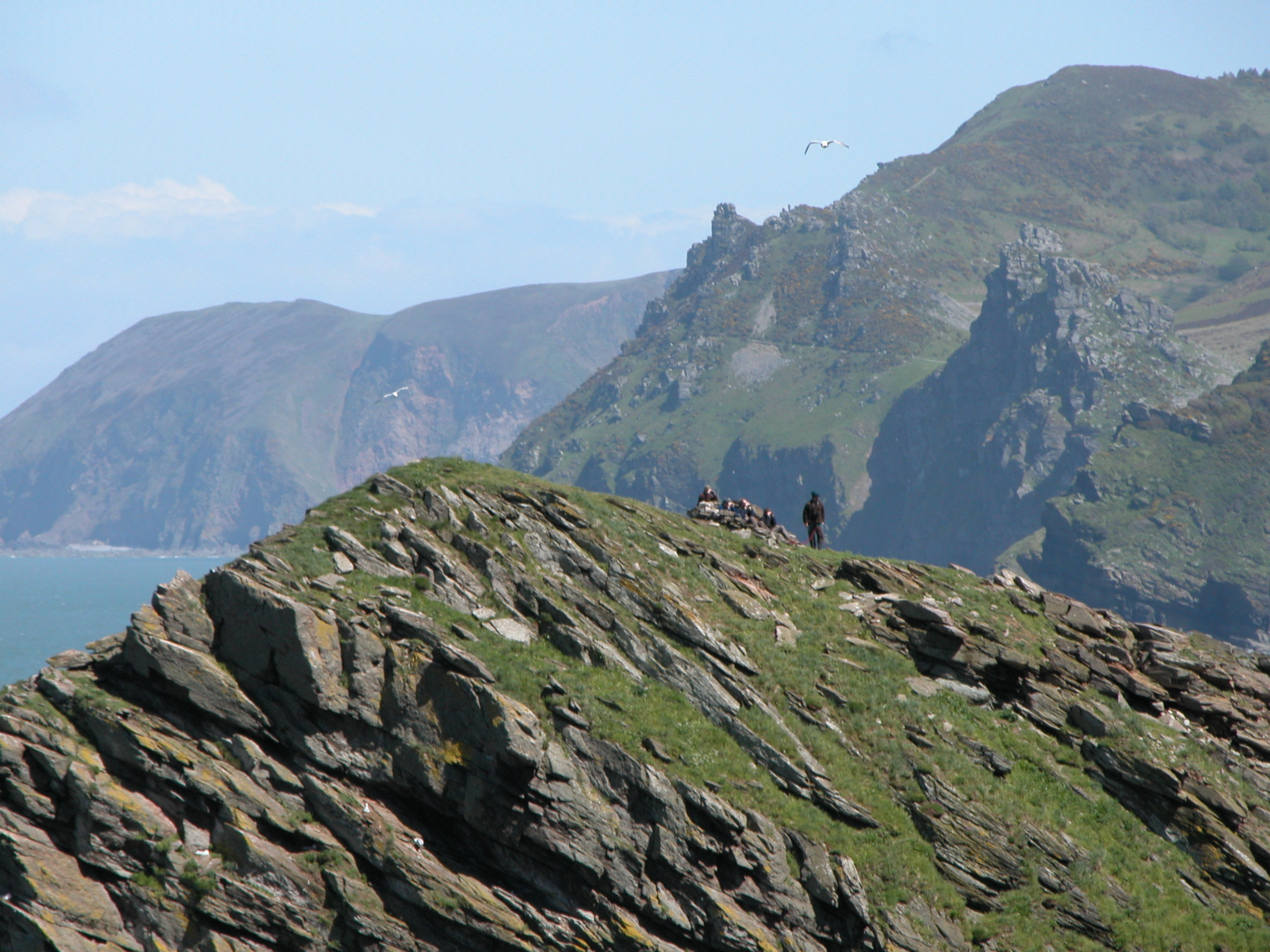
Береговая линия Эксмура близ Долины камней
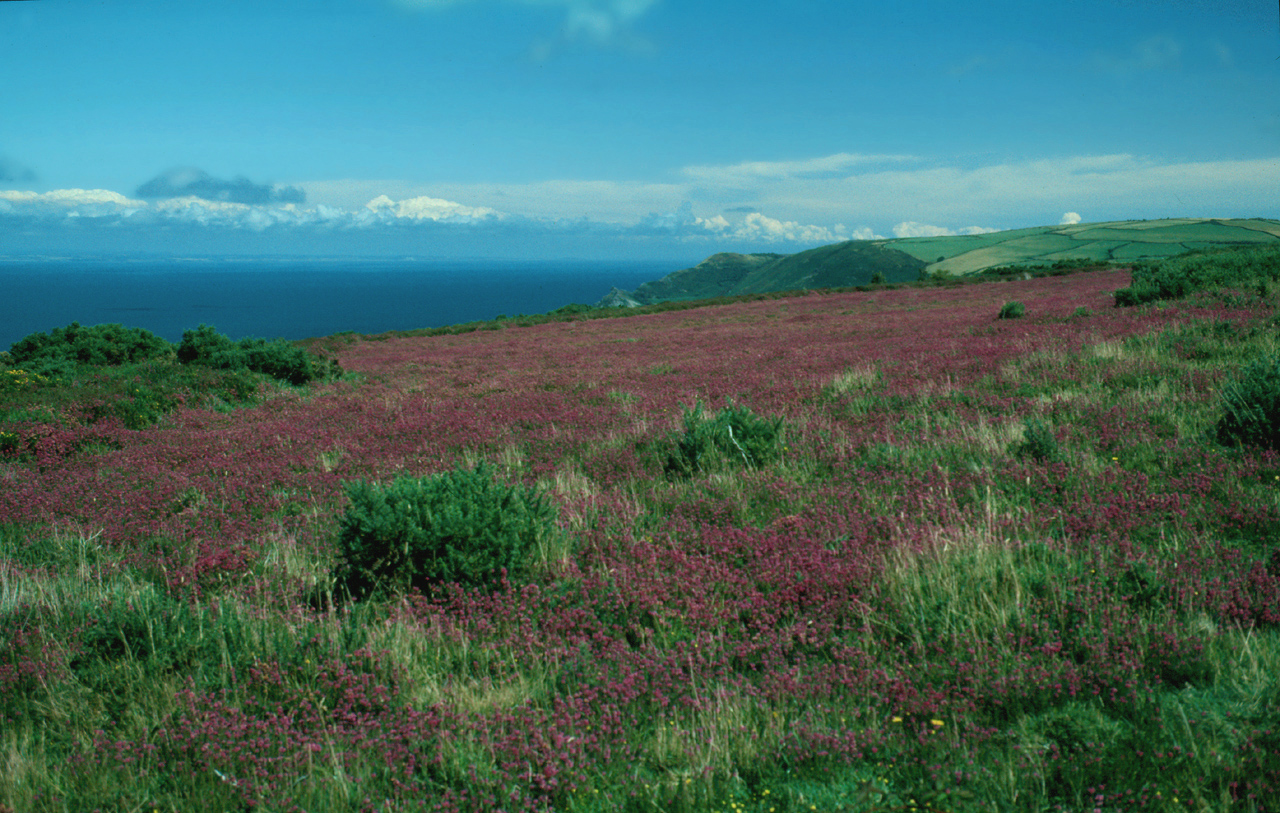
Побережье в северном Девоне
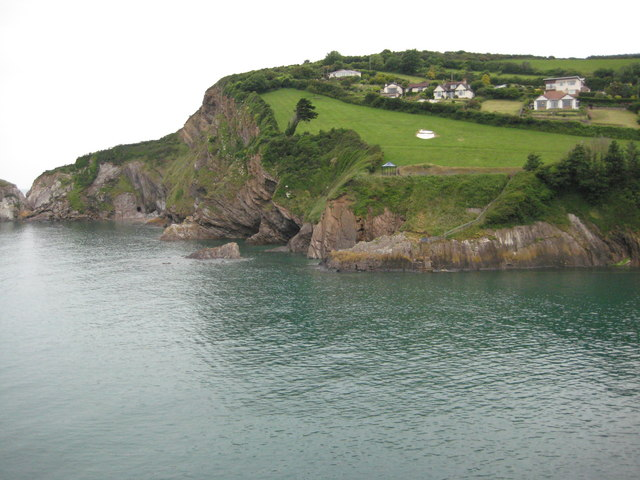
Вид на Лестер-пойнт с Кум-Мартин
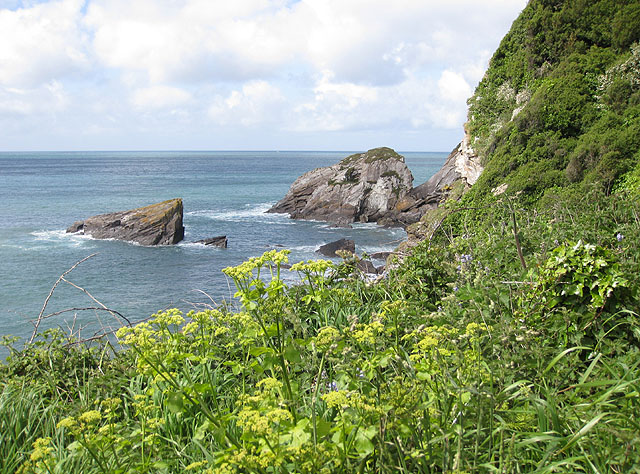
Скала Лейвер-стоун

### Реки
На возвышенностях находятся водосборные бассейны множества рек и ручьёв. Суммарная длина именованных рек Эксмура — 483 км. Исток реки Экс, давшей название Эксмуру, находится у деревни Симмонсбат, близ Бристольского залива, а сама река течёт почти прямо на юг, поэтому бо́льшая часть её русла находится в Девоне. Экс впадает в Ла-Манш на южном побережье Девона. Исторически низшая точка реки находилась у Эксетера, но для постройки магистрали M5 в трёх километрах от города был построен виадук, и теперь низшая точка реки находится там. У реки несколько притоков, которые текут к Эксмуру. Река Барл течёт с севера Эксмура к Экс, впадая в неё у Экзебриджа (англ. Exebridge). Река Барл и её долина являются участками особого научного значения. Другой приток, Хаддэо, вытекает из озера Уимблболл.
Большинство прочих рек течёт на север в Бристольский залив. Среди них Хэддон, протянувшаяся вдоль западных границ Эксмура и реки Ист-Лин и Вест-Лин, встречающиеся у Линмаута. Хо-Оук-Уотер (Hoar Oak Water) — заболоченный приток Ист-Лин, впадающий в неё у Уотерсмита (англ. Watersmeet). Река Хорнер (англ. Horner) берёт начало у Лаккомба и впадает в залив Порлок. Исключение из текущих на север рек — приток То, Моул (англ. Mole).

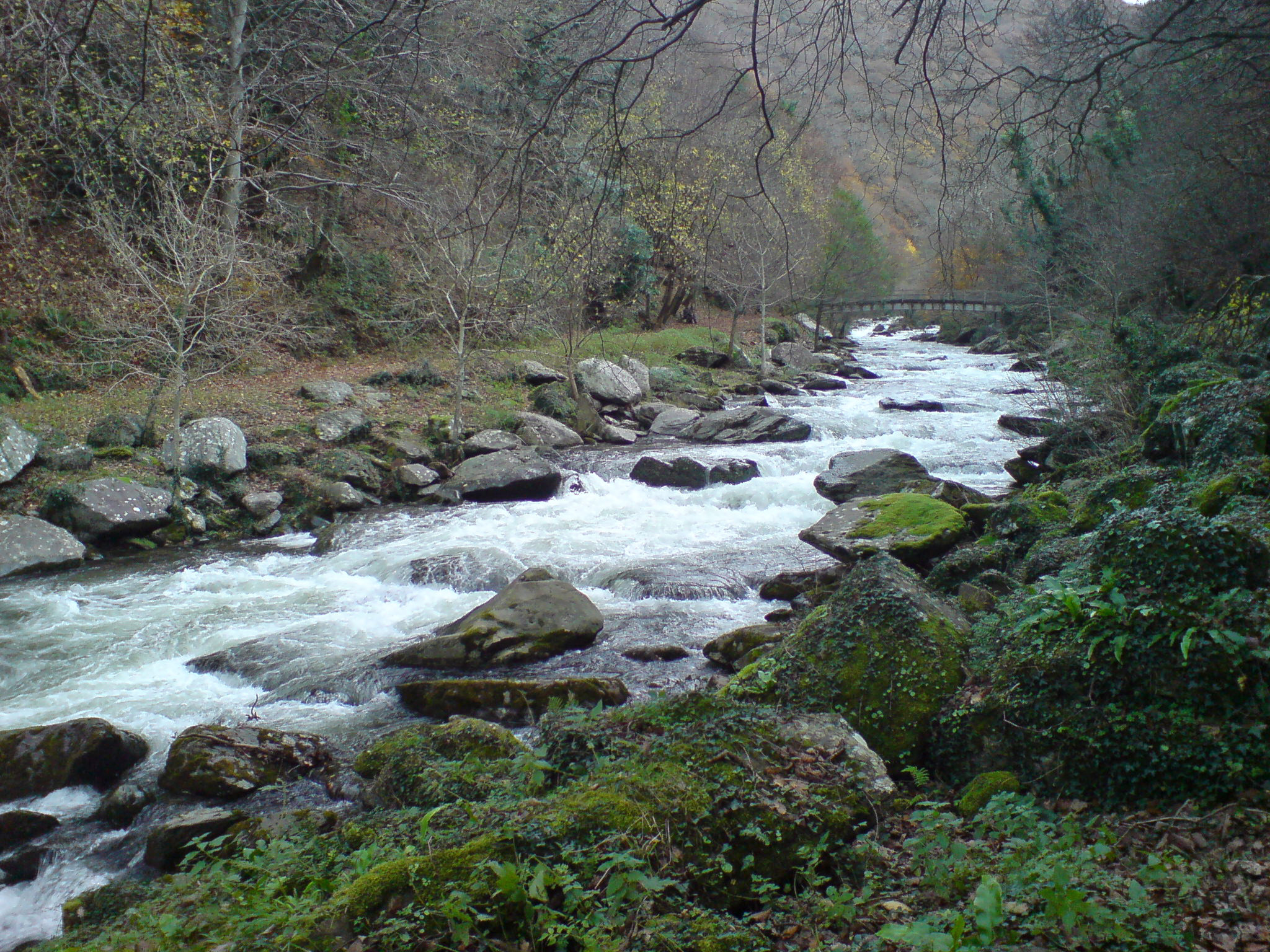
Река Ист-Лин[англ.]
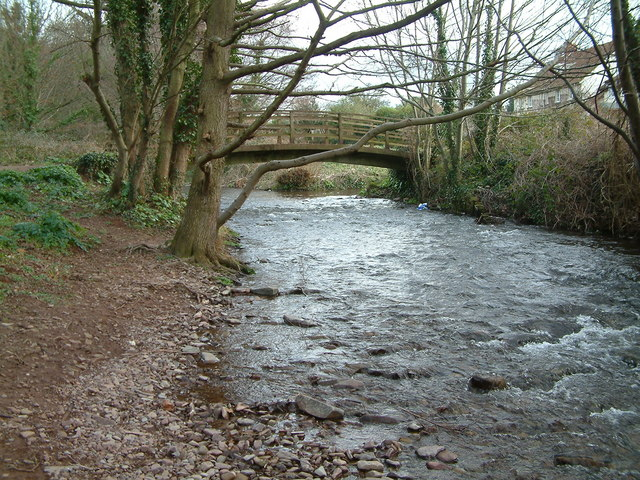
Река Хорнер
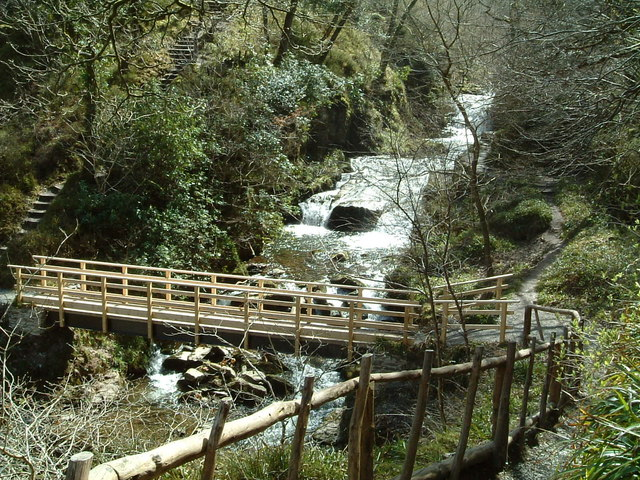
Место впадения Хо-Оук в Лин
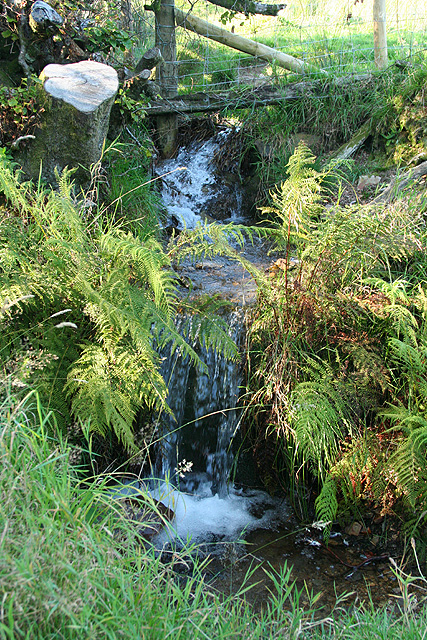
Ручей Span Head
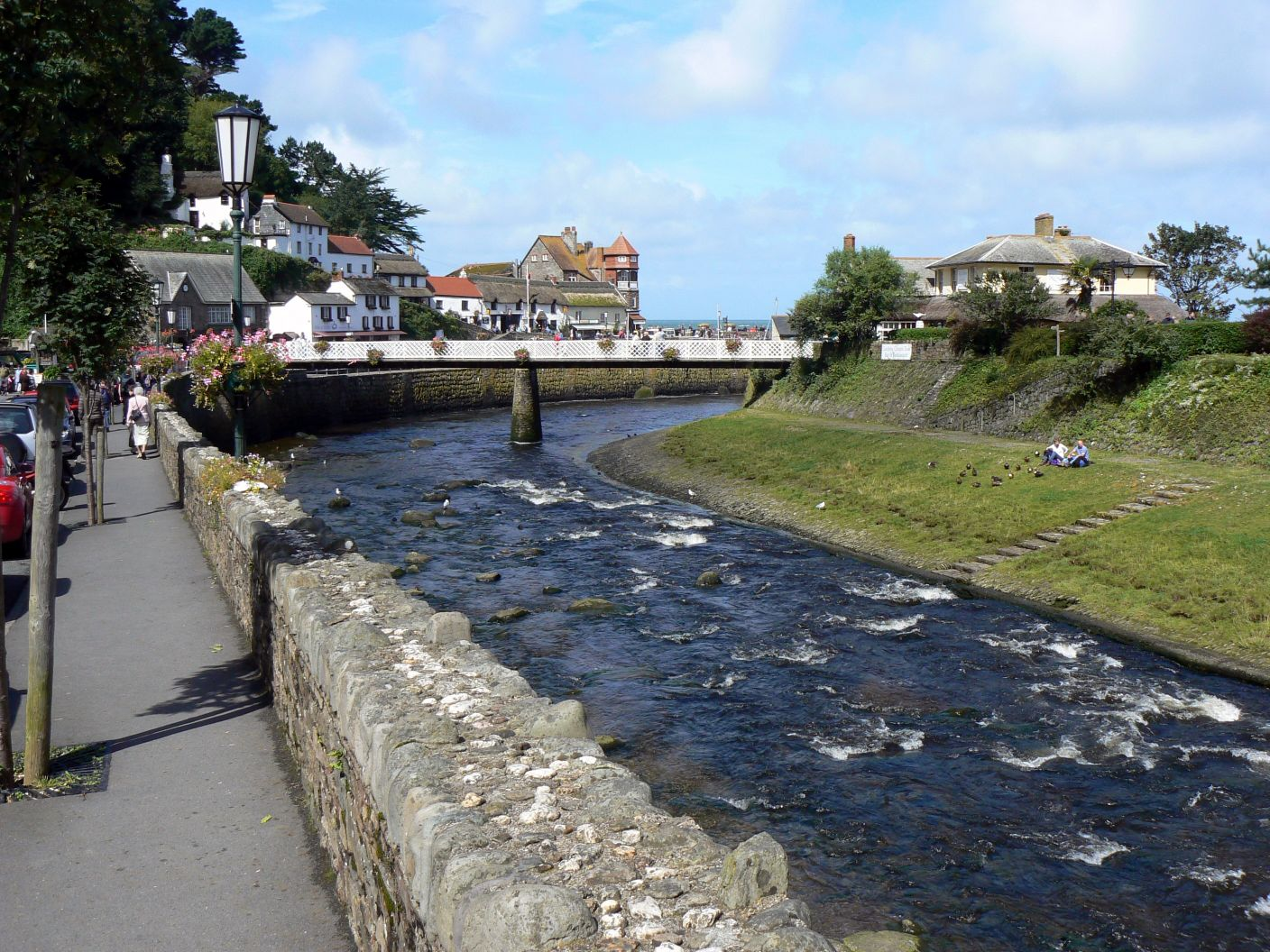
Мост через Лин в Линмауте

## Климат

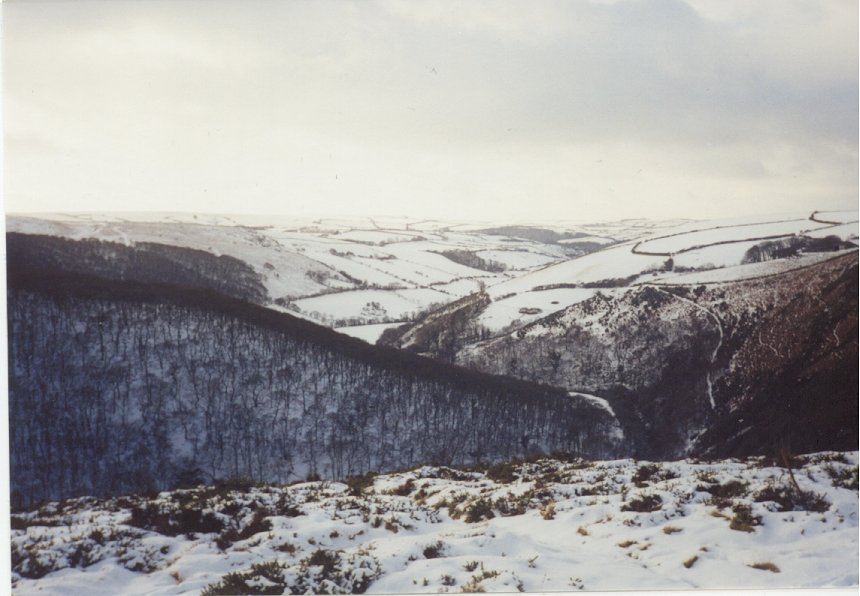
Хорнер-Вудс зимой
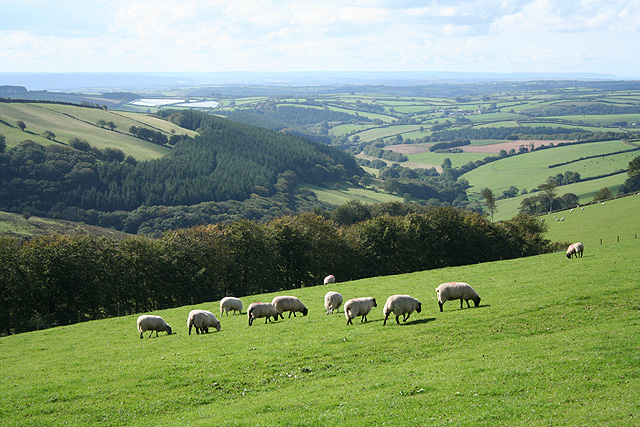
Северный Молтон в конце сентября
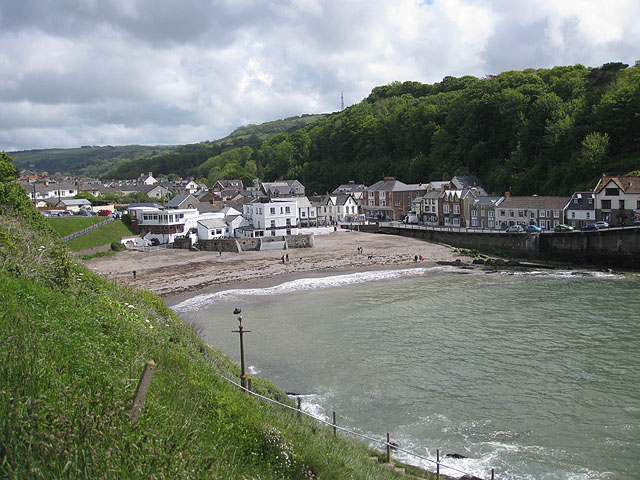
Кум-Мартин, середина мая

Как и остальная Юго-Западная Англия, Эксмур находится в зоне умеренного климата, более мягкого и более влажного, чем в других регионах. Среднегодовая температура в Симмонсбате — 8,3 °C, сезонные и суточные значения варьируют, но из-за смягчающего влияния моря колебания температур здесь одни из самых маленьких в Великобритании. Самый холодный месяц — январь, его средние температуры — 1—2 °C. Самые жаркие месяцы — июль и август; среднедневной максимум в это время достигает 21 °С. Обычно меньше всего солнечного света Эксмур получает в декабре, а больше всего — в июне. Эксмур, как и остальной юго-запад, подвергается влиянию антициклона с Азорских островов, особенно летом.
Кучевые облака часто образуются над землёй, особенно возле холмов, и закрывают парк от солнечного света. Среднегодовое количество солнечных часов — около 1600. Атмосферные осадки обычно выпадают в результате возникновения областей низкого давления в Атлантике или из-за конвекции. Летом конвекцию вызывает более сильный нагрев земли Солнцем в сравнении с морем, в результате чего иногда образуются грозовые тучи; в целом летом бо́льшая часть осадков выпадает при ливнях и грозах. В среднем в год выпадает от 800 мм (на востоке) до более чем 2000 мм осадков на плато Чейнз. 16 августа 1952 года на Чейнз выпало более 225 мм осадков за 24 часа. За ливнем последовало крайне влажное лето и наводнение в Линмуте, унёсшее жизни 34 человек и причинившее сильный ущерб городу.
Снег непостоянен, время его лежания варьирует от 23 дней на высокогорных болотах до примерно 6 на побережье. Ветры сильнее всего с ноября по март, а с июня по август сила ветра минимальная. Направление воздушных потоков обычно юго-восточное.
В Эксмуре работает две метеостанции — Лискомб и Неттлкомб (англ. Liscombe, Nettlecombe).
| Показатель                    | Янв.  | Фев. | Март | Апр. | Май  | Июнь | Июль | Авг. | Сен. | Окт.  | Нояб. | Дек.  | Год   |
| ----------------------------- | ----- | ---- | ---- | ---- | ---- | ---- | ---- | ---- | ---- | ----- | ----- | ----- | ----- |
| Средний суточный максимум, °C | 7,9   | 8,0  | 10,2 | 12,2 | 15,6 | 18,3 | 20,7 | 20,5 | 17,8 | 14,2  | 10,8  | 8,8   | 13,8  |
| Средний суточный минимум, °C  | 1,9   | 1,8  | 3,0  | 3,6  | 6,2  | 8,8  | 10,9 | 10,8 | 9,0  | 6,7   | 4,1   | 2,9   | 5,8   |
| Норма осадков, мм             | 123,6 | 87,6 | 80,6 | 66,3 | 62,6 | 58,7 | 43,4 | 66,5 | 85,4 | 108,6 | 106,6 | 128,7 | 101,6 |
| Источник:                     |       |      |      |      |      |      |      |      |      |       |       |       |       |

## История

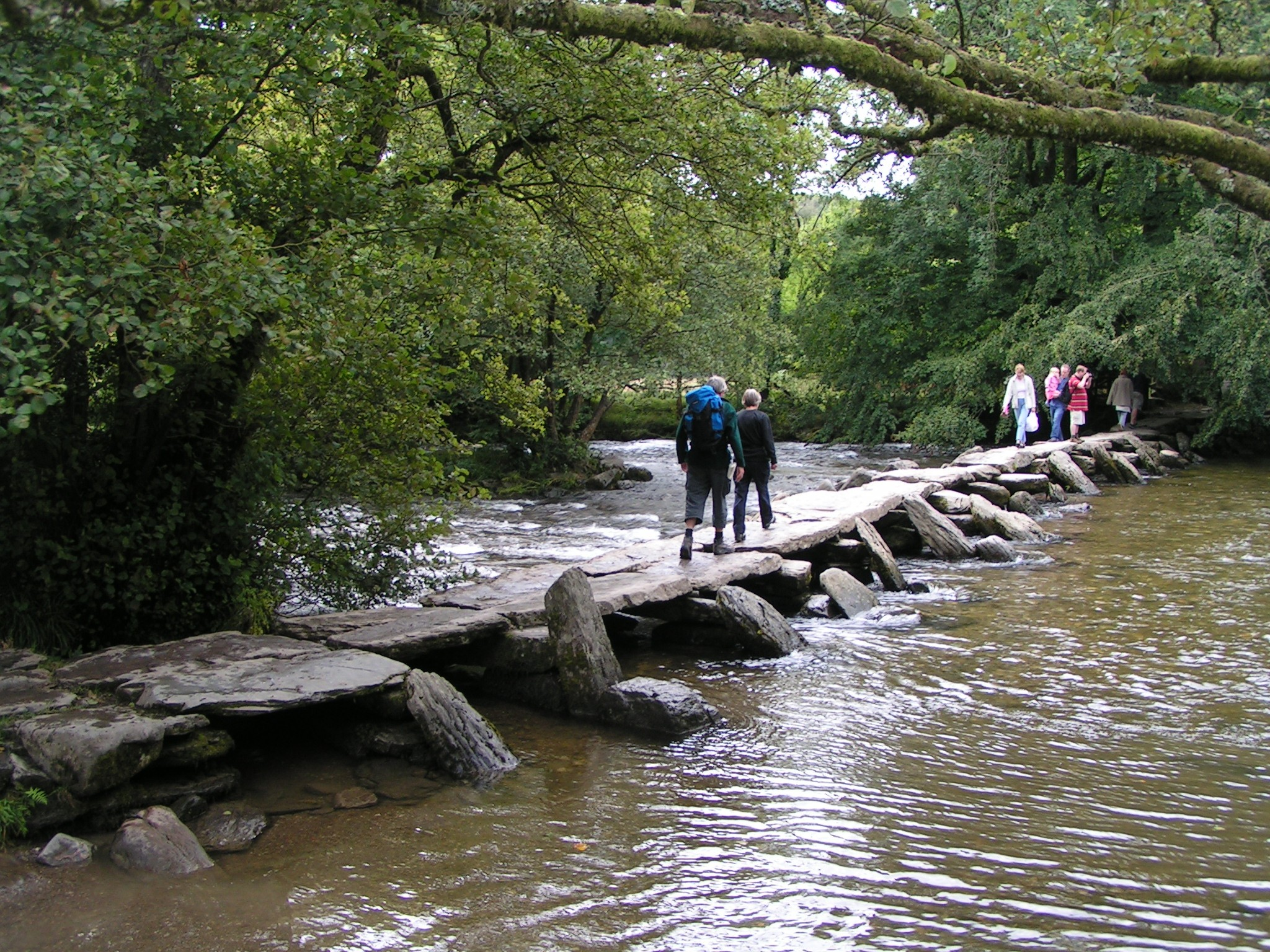
Каменные мостки Тарр Степс

Люди жили на территории Эксмура, по крайней мере, со времён мезолита. В неолитический период местные жители начали заниматься подсечным земледелием и держать скот, перестав быть охотниками и собирателями. Вероятно, металлообработку эксмурцы узнали в позднем неолите; изготовление металлических инструментов, оружия, контейнеров и орнаментов продолжалось в бронзовом и железном веках. Земляное кольцо, найденное в Парракомбе, считается хенджем примерно 5000—4000 годов до нашей эры, а «коровий замок» (англ. Cow Castle), расположенный в месте впадения Уайт-Уотер в Барл, считается фортом железного века, построенным на коническом холме. Тарр Степс — доисторические мостки, построенные примерно в 1000-й год до н. э. через реку Барл, в 4 км на юго-восток от Уитипула и в 6 км на северо-запад от Далвертона. Составляющие мостки каменные блоки весят до 5 тонн каждый. Тарр Степс получили звание «Наследие Англии» как памятник архитектуры класса I, благодаря своей культурной, архитектурной и исторической важности.
В Эксмуре нет почти никаких свидетельств римского нашествия, кроме двух небольших прибрежных фортов.
Холуэлл в Парракомбе был нормандским замком типа «мотт и бейли», его построили, вероятно, для защиты перекрёстка торговых путей, которые тогда шли с востока на запад и с севера на юг. Другое возможное объяснение — замок построили либо для сбора налогов на реке Хэддон, либо для защиты серебряных шахт вокруг Кум-Мартина. Замок был 40 метров в диаметре и возвышался над каменным фундаментом на 6,2 метра; сам фундамент располагался на глубине 2,7 метров. Холуэлл построен в конце XI или начале XII века из земли с деревянным палисадом, там же было одно — или двухэтажное жилое здание. Вероятно, замок принадлежал либо первому владельцу Парракомба Мартину де Турсу (англ. Martin de Tours), либо Уильяму де Фалейзу (англ. William de Falaise) или Роберту Фиц-Мартину, однако подтверждающих документов не сохранилось. Земляные укрепления замка хорошо видны с проходящей рядом тропы, но доступа в Холуэлл для широкой публики нет.

### Создание королевского леса
Согласно Сотенным свиткам (конец XIII века), король Генрих II Плантагенет жаловал Уильяму Ротэмскому звание стюарда Эксмура. Термины «стюард», «смотритель» и «лесничий», судя по всему, являются синонимами для управляющего королевским лесом.

### Смотрители
Первые встречающиеся в документах имена смотрителей — Додо, Алмер и Годрик (англ. Dodo, Almer & Godric), они записаны в Книге Судного дня (1087) как «лесники Уидеполы» (англ. foresters of Widepolla), от названия Уитипула, в то время главного города в лесу. Уильям Дакус (латинизированная версия слова «The Dane» или «Le Denys») был смотрителем в XII веке. Семья Denys проживала в Илчестере и Северном Петертоне. Уильям Ротэмский был стюардом Эксмура и Северного Петертона. Некто Уолтер и Роберт названы смотрителями Эксмура, присутствовавшими при передаче дара аббатству Форд в начале XIII века. В 1276 году жители поместья Брашфорд подали в палату шахматной доски на Джона де Камеру (англ. John de Camera), лесника в Эксмуре. Уильям Лукар, брат Элизабет Лукар, был лесником с 1422 по 1461 год. Барон Уильям де Ботро в 1435 году получил пожизненное звание смотрителя Эксмура и Нерошским замком от Ричарда Плантагенета. В 1608 году сэр Хью Поллард стал главным лесником по решению Палаты шахматной доски. Джеймс Батлер становился хранителем эксмурского леса в 1660 и 1661 годах. Джеймс Буве был лесником в Эксмуре в XVII веке. Последним смотрителем леса был либо сэр Ричард Акленд (англ. Sir Richard Acland), либо сэр Томас Дайк Акленд (англ. Sir Thomas Dyke Acland) вплоть до 1818 года.

## Торговля шерстью

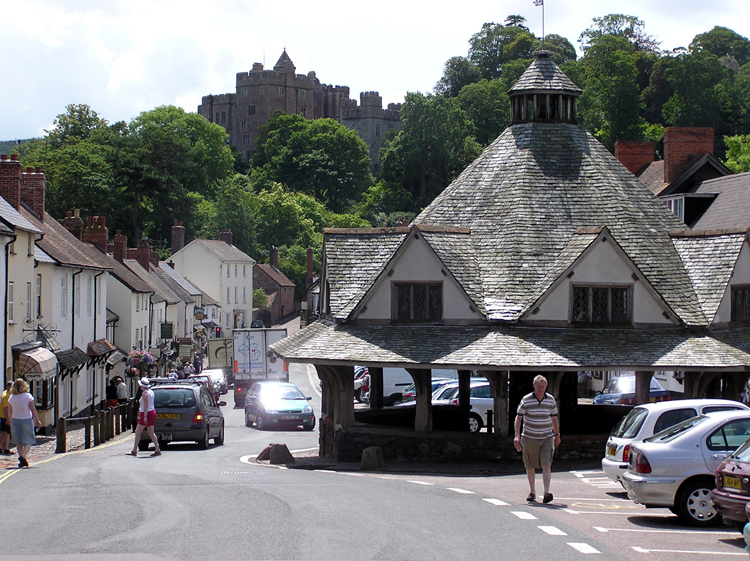
Данстерский рынок пряжи, построен в 1609 году, и Данстерский замок

Эксмур был частью сотни Уиллитон и Фриманнерз.
В Средние века разведение овец на шерсть и торговля ею стали доминировать в экономике края. Шерсть пряли на удалённых фермах, а торговцы передавали пряжу для покраски, раскроя и ткачества в города, в частности, в Данстер. Землю стали огораживать, и с XVII века начинают появляться крупные овцеводческие фермы. В XVI и XVII веках фермерам из дальних земель было выдано множество разрешений на выпас. Это привело к возникновению споров относительно того, сколько можно держать животных на территории участка. В середине XVII века, когда смотрителем Эксмура был Джеймс Буве, его дом был единственным в лесу и оставался таковым следующие 150 лет. Когда в 1818 году королевский лес был распродан, Джон Найт (англ. John Knight) выкупил дом и ферму при нём за 50 000 фунтов стерлингов. Он превратил данную местность в сельскохозяйственные угодья. Джон вместе с родственниками построил большинство крупных ферм в центральной части участка, а также 35,4 км щебёночной дороги до Симмонсбата и 46,7-километровую стену вокруг поместья, значительная часть которой сохранилась.
В середине XIX века у реки Барл была открыта шахта, получившая название Уил-Мария (англ. Wheal Maria), позже изменённое на Уил-Элайза (англ. Wheal Eliza). В 1845—1854 годах в шахте добывали медь, а затем ещё три года железо, однако первые выработки могли быть сделаны ещё в 1552 году. В Симмонсбате до сих пор работает восстановленная лесопилка викторианской эпохи; после наводнения 1992 года получившую повреждения лесопилку выкупил национальный парк; теперь на ней изготавливают знаки, ворота, мосты и прочие вещи.

## Экология

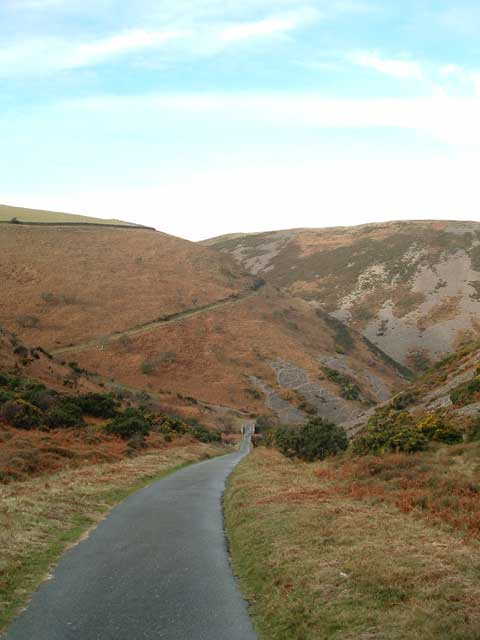
Ручей Кэддоу-Кум, пример нетронутого эксмурского пейзажа

Помимо прибрежных пустошей, особый статус имеют ещё два региона Эксмура: первый из них — Северный Эксмур площадью в 12005 га, в том числе Данкери-бикон и поместье Ханикат и река Хорнер (одни из наиболее важных для сохранения мест в Великобритании, согласно Nature Conservation Review); второй — Чейнз, входящий в список Geological Conservation Review. Чейнз представляет собой уникальный юго-западный заболоченный ландшафт, а на его территории имеется первобытный лес, пустошь и верховое болото. На плато гнездится множество птиц, а также здесь живёт значительная часть популяции редкой в Великобритании бабочки шашечницы аталии. Чейнз уникальны разнообразием лишайниковой флоры и торфом, который содержит множество интересных для палинологии образцов.
Южный Эксмур меньше, его площадь — 3132,7 гектар, в том числе река Барл и её притоки, в которых живут подводные растения, например, уруть. В Южном Эксмуре есть небольшие полуестественные леса, в том числе первобытных. Самый распространённый вид деревьев — скальный дуб; подлесок редкий, наземная флора — орляк, черника и разнообразные мхи. На пустошах селится множество птиц, среди которых луговой и черноголовый чекан. Каменки чаще живут на каменных стенах и других камнях. Птицы-сверчки гнездятся в кустарниках и вересковых зарослях. В деревьях живут щеглы, реполовы, сарычи и вороны.

### Флора
Дикий вереск и мхи покрывают около четверти Эксмура. Некоторые заболоченные площади покрыты травами и осоками, на других доминирует вереск. В отдельных местах вереск культивируют. Площадь лесов — 3000 га, в них растут деревья широколиственных (дуб, ясень, лещина) и хвойных пород. Высочайшая берёза в Великобритании (350 метров над уровнем моря) растёт в Симмонсбате. Также здесь растёт, по крайней мере, два вида рябин: Sorbus subcuneata и Sorbus 'Taxon D', более они нигде не встречаются. В лесах живёт множество лишайников, мхов и папоротников. Эксмур — единственное в Британии место произрастания Biatoridium delitescens, Rinodina fimbriata и Rinodina flavosoralifera, причём последний живёт только на одном дереве.

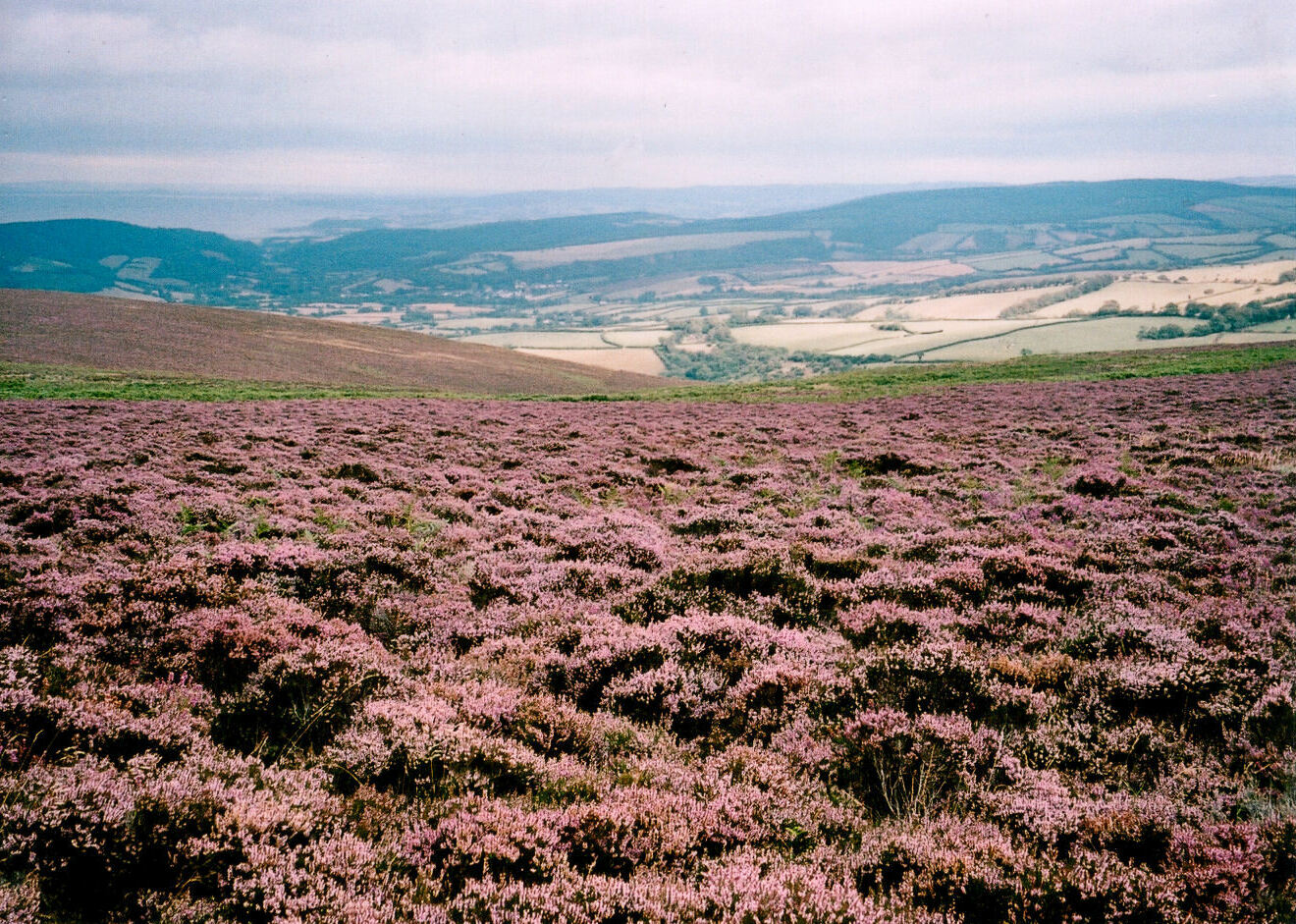
Цветение вереска на Данкери-бикон
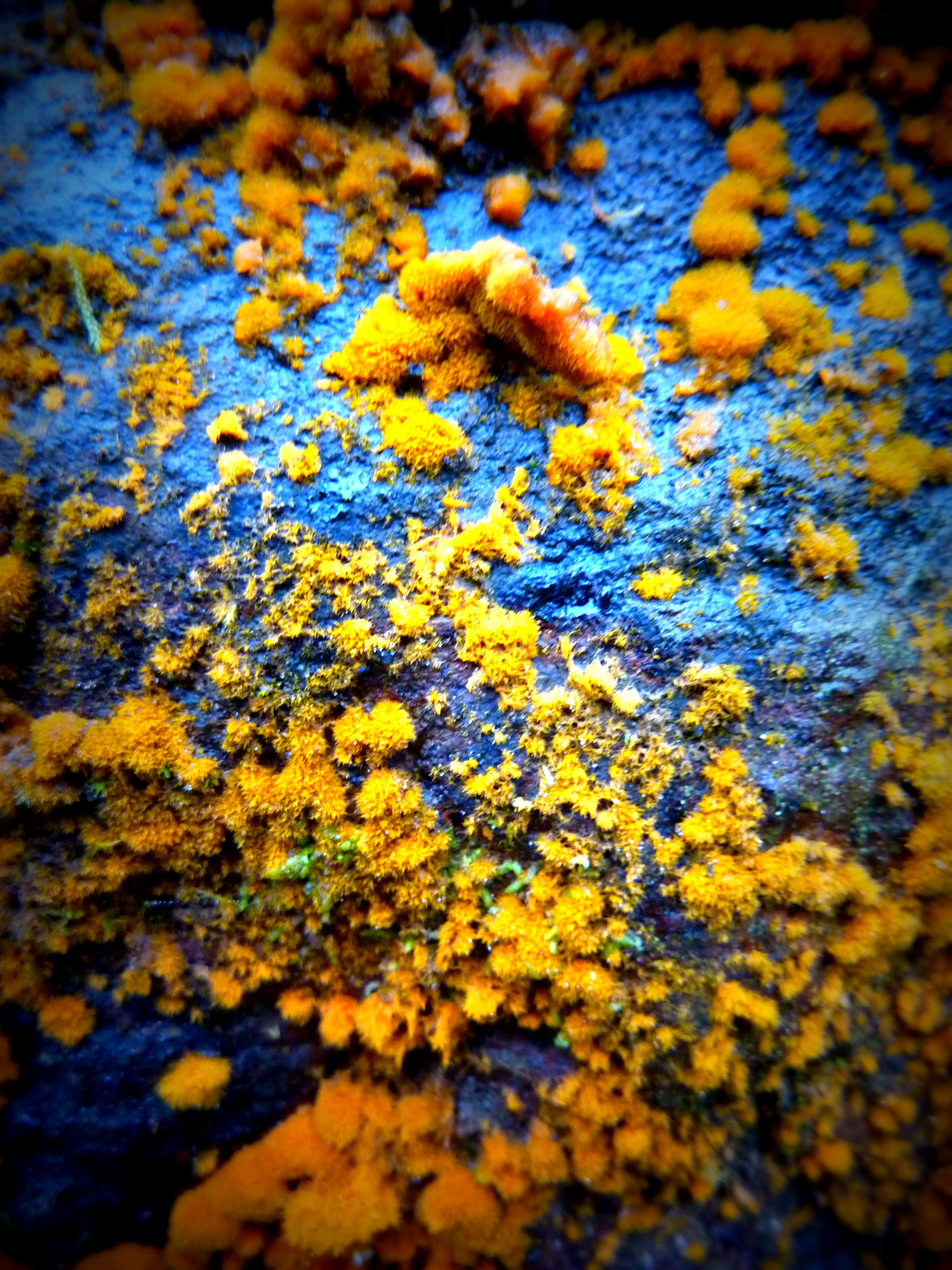
Лишайник на камне
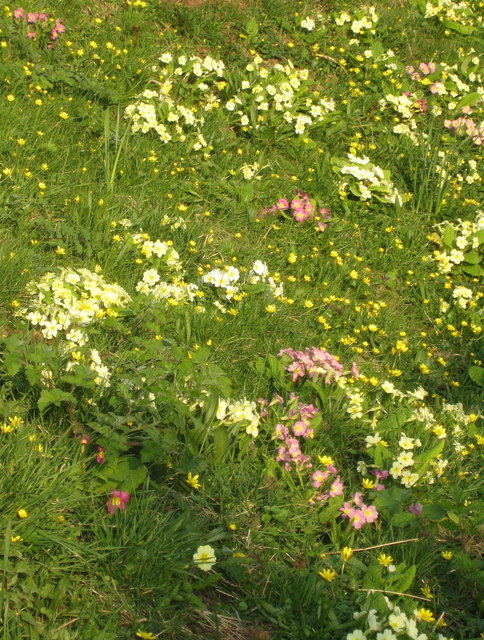
Примулы на берегу реки
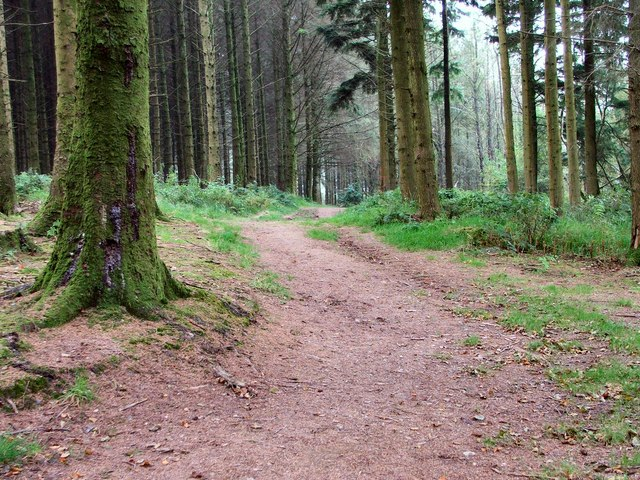
Лес возле Уистландпаундского водохранилища[англ.]
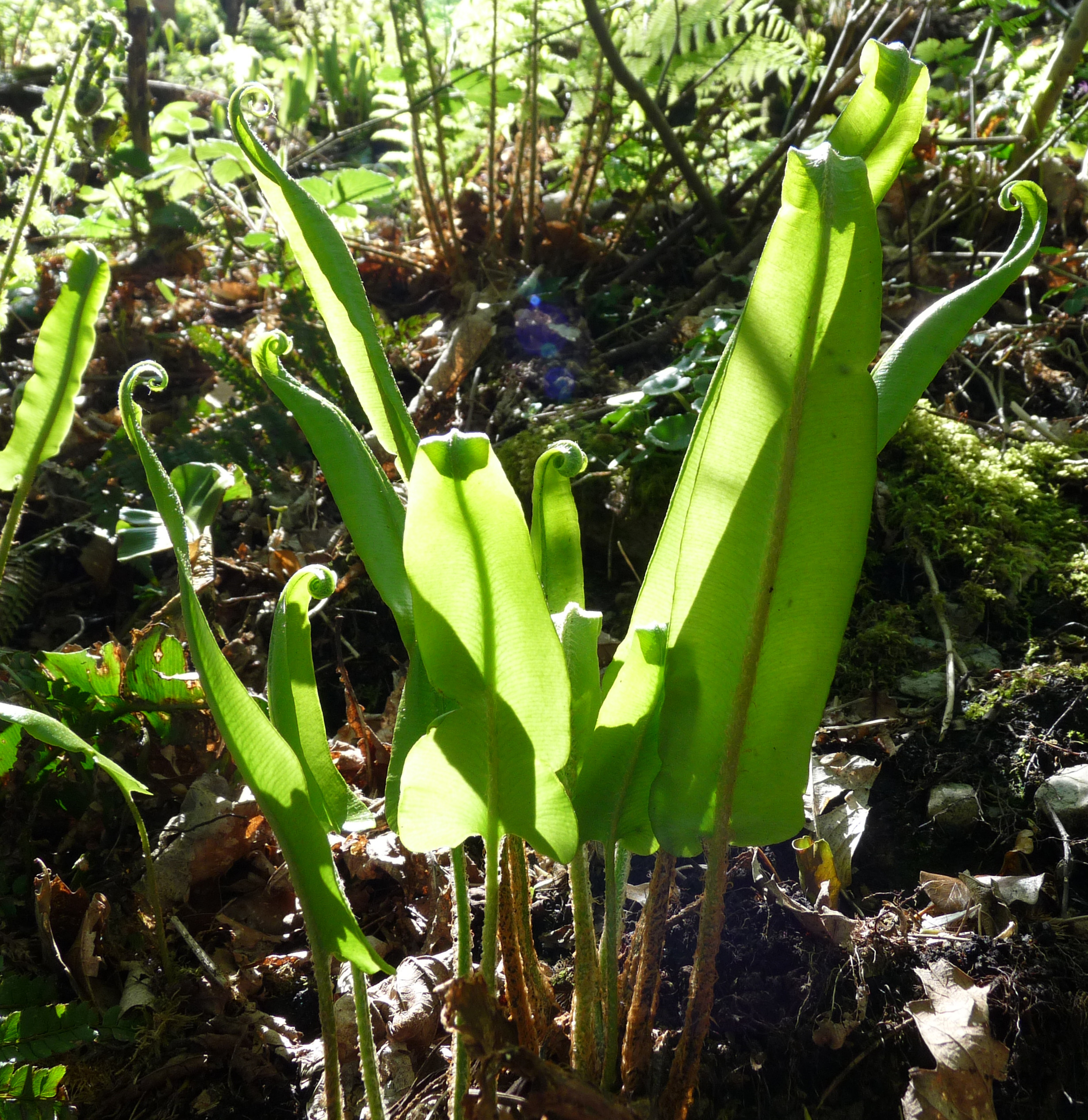
Папоротник костенец сколопендровый

### Фауна
В Эксмуре занимаются разведением овец уже более 3000 лет, они поедают растения на большинстве территории. Традиционные породы этой местности — эксмурская рогатая, чевиот, сероголовая и белоголовая дартмурская. Также на этой территории разводят девонскую мясную породу коров. В Эксмуре свободно живёт одна из самых старых пород в мире — полудикие эксмурские пони. Это естественно сформировавшаяся порода, она может быть самой близкородственной европейским диким лошадям. Раз в год пони отлавливают, помечают и осматривают. Последний смотритель Эксмура, Ричард Акленд, приказал поймать тридцать особей и создал из них Аклендское стадо, сегодня также называющееся Якорным (англ. Anchor Herd), чьи прямые потомки всё ещё пасутся на воле. Во время Второй мировой войны Эксмур стал учебным полигоном, и пони едва не вымерли. Всего 50 особей пережило войну. Пони считаются угрожаемым видом, в 2011 году в Великобритании жило всего 390 кобыл, способных к размножению. В 2006 году в Ашуике началось строительство Центра эксмурских пони общей площадью более 60 га.
Олени во множестве обитают на пустошах; ранним утром их можно заметить на удалённых холмах. Император Эксмура был самым крупным зверем в Великобритании до своей предположительной смерти от пули охотника в 2010 году. На пустошах живёт множество птиц, включая дербника, сапсана, большого кроншнепа, оляпку, провансальскую славку и белозобого дрозда. Lagopus lagopus scotica и тетерев в Эксмуре вымерли, вероятно, из-за сокращения пригодных для проживания территорий, а также от беспокойства, причиняемого людьми.

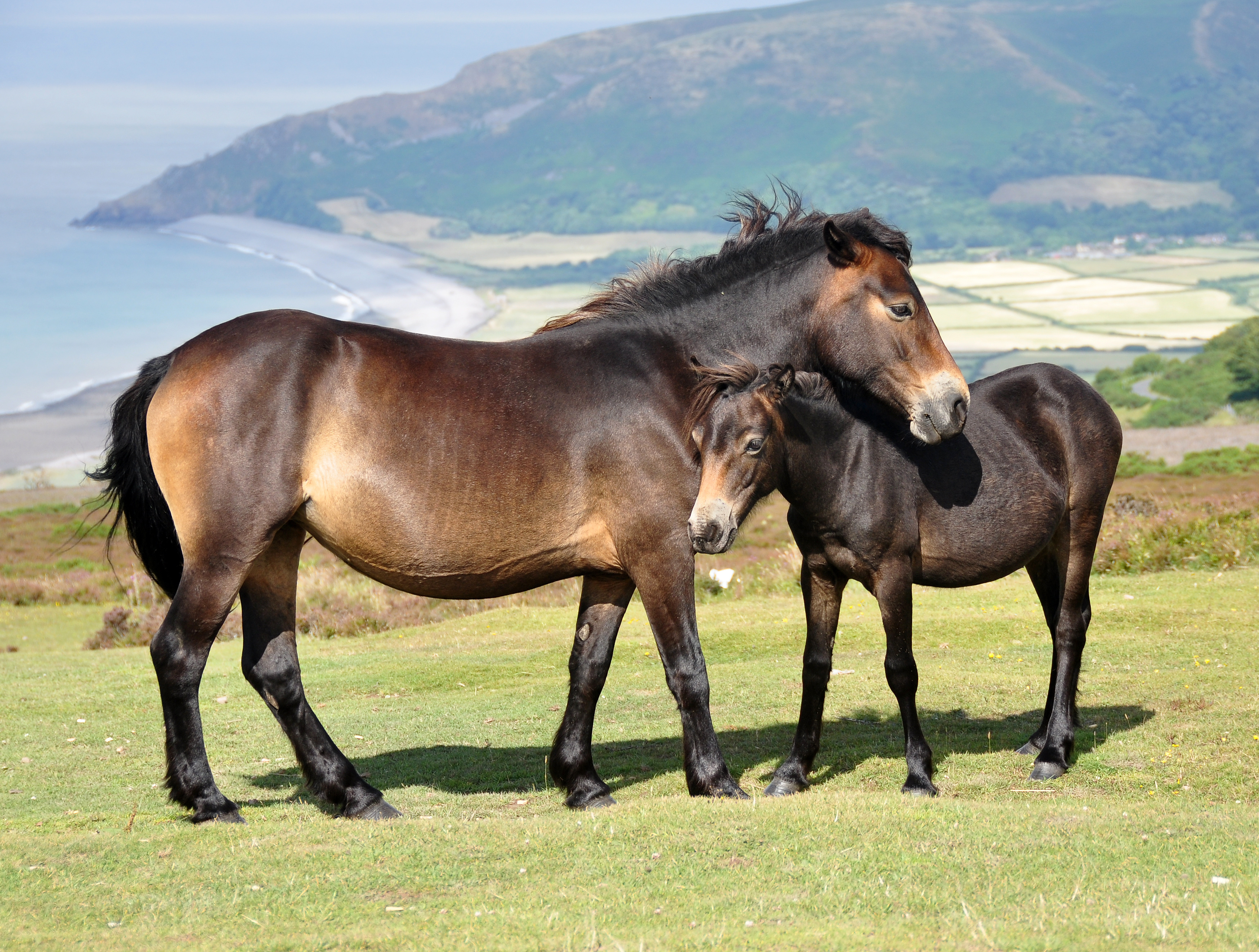
Эксмурские пони
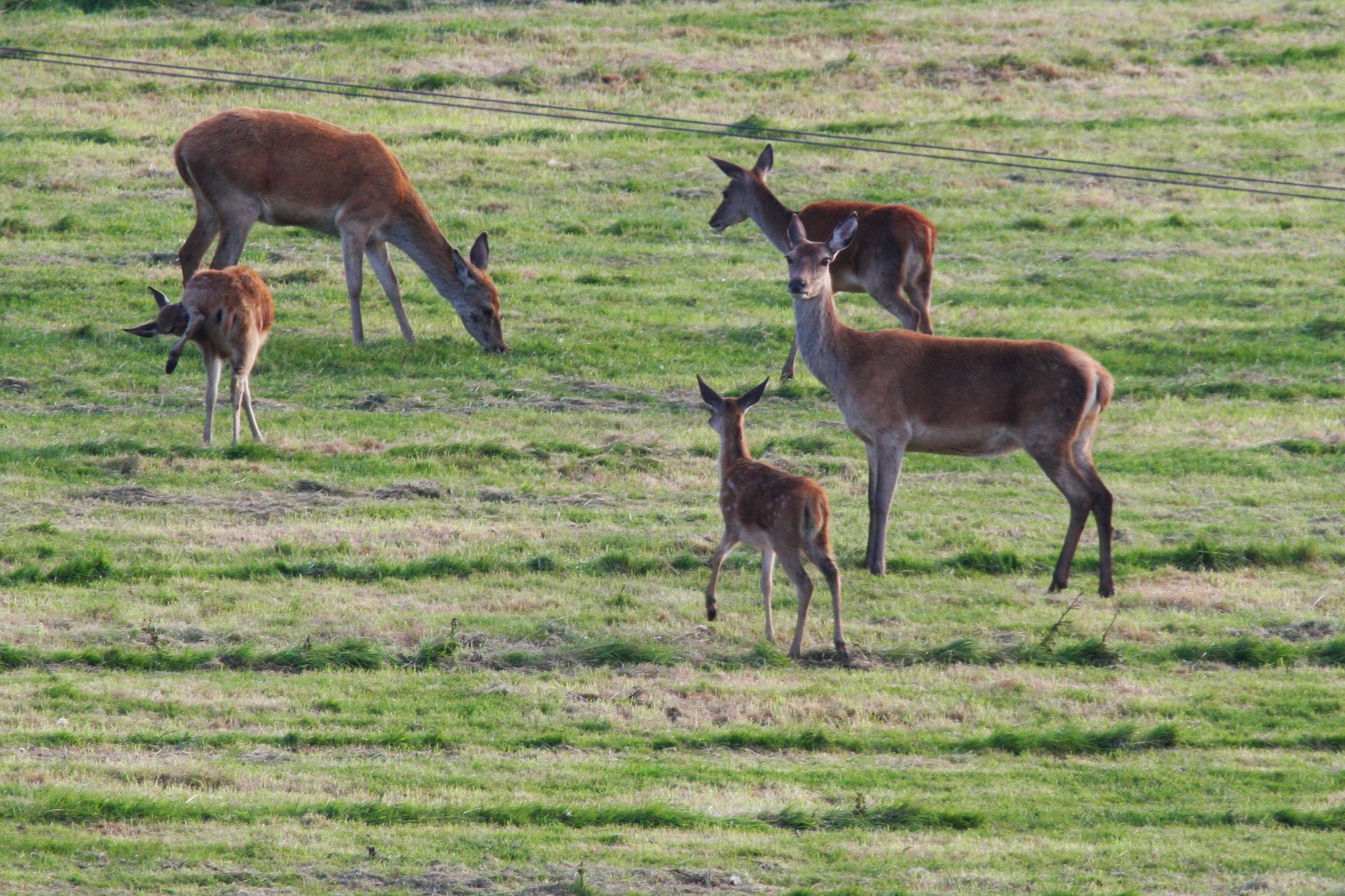
Благородные олени
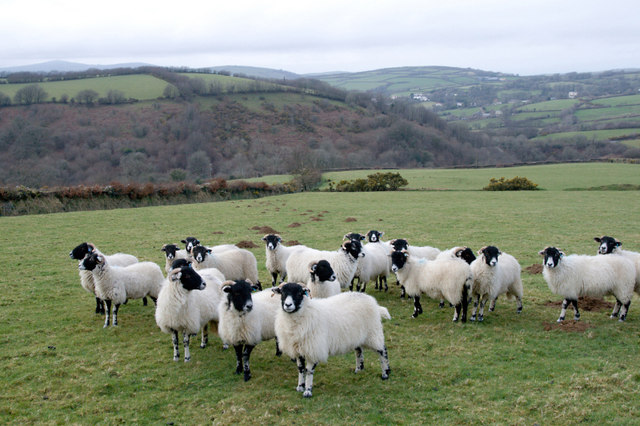
Овцы в Твайнфорде
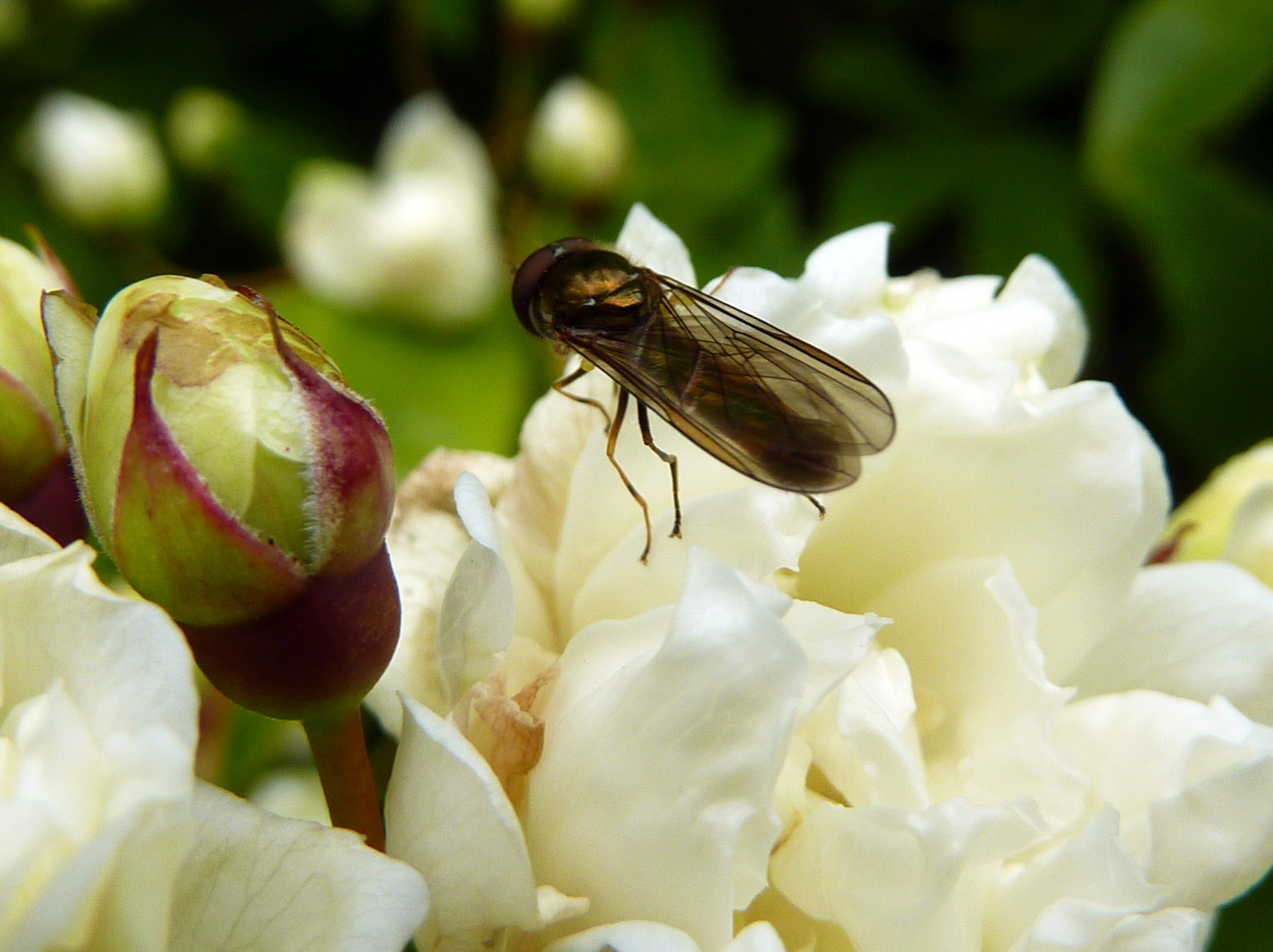
Муха на цветке. Данстер.

### Зверь
Зверь из Эксмура — якобы живущий в Эксмуре гигантский представитель кошачьих. Впервые слухи об огромной кошке были зафиксированы в 1970-х годах, но широкую огласку легенда получила в 1983 году, когда фермер из Саут-Молтона заявил, что за прошедший месяц более 100 овец из его стада исчезли, причём всем им якобы изранили горло. Возможно, «Зверь» — это выпущенный на свободу леопард или пума, от которого избавились после вступления в силу запрета на домашнее содержание больших кошек. В 2006 году общество «Британские большие кошки» сообщило о том, что фермер из Девона нашёл череп пумы; тем не менее, Министерство окружающей среды, продовольствия и сельского хозяйства сообщило о том, что подобные заявления не имеют под собой оснований.

## Управление
В национальном парке, 71 % территории которого находится в Соммерсете, а 29 % в Девоне, постоянно живёт 10 600 человек. Около 3/4 парка находится в частном владении, владельцы живут на его территории в небольших имениях. Крупнейшие землевладельцы парка — Национальный фонд (владеет 10 % территории) и Агентство национальных парков (англ. National Park Authority) (7 %). Остальным владеют, среди прочих, Комиссия по лесному хозяйству и монарх Великобритании. Крупнейший частный землевладелец — Badgworthy Land Company, занимающаяся среди прочего контролем популяции оленей.
С 1954 года местное управление осуществлялось силами окружных советов, которые остаются ответственными за социальное и экономическое благополучие Эксмура. С 1997 года функции по сохранению природы и культурного наследия, в том числе сохранение исторического облика, взяло на себя Exmoor National Park Authority.
Park Authority получает 80 % финансирования в виде грантов от государства. В комитет Park Authority входят члены приходского и окружного советов, а также шесть человек, назначенных министром окружающей среды, продовольствия и сельского хозяйства. На службе там состоит 80 человек, включая смотрителей, волонтёров и несколько работников из поместий; они выполняют разнообразную работу, включая обслуживание дорог, создание изгородей, уборку, возведение стен, контроль сорняков и охрану. Фермеры утверждают, что некоторые ограничения, накладываемые статусом участка особого научного значения, бесполезны или неэффективны, что является предметом конфликтов между ними и персоналом.

## Спорт и развлечения
Хотя охота с собаками была запрещена в Великобритании в 2004 году, охотники Эксмура ведут кампанию за снятие запрета. Весной в Брэттон-Флеминге и близ поместья Ханикат проходят любительские скачки с препятствиями. Помимо скачек с препятствиями, в Эксмуре проводят скачки чистокровных верховых лошадей и скачки пони.
Для любителей пеших прогулок в Эксмуре сделано несколько пешеходных троп, к примеру, 58-километровая Кольридж, которая повторяет путь поэта Сэмюэла Кольриджа от его дома до Порлока. Тропа начинается на Куонток-хиллз, идёт к Брендон-хиллз и пересекает национальный парк у Данкери-бикон, а затем кончается в Порлоке. Тропа Two Moors Way проложена от Айвибриджа в южном Девоне до Линмаута на побережье северной части графства; тропа пересекает и Дартмур, и Эксмур. Описанные выше тропы пересекаются с South West Coast Path, самой длинной пешеходной тропой в стране.

## Достопримечательности
В Эксмуре — 208 памятников национальной важности и 16 заповедников. В год его посещает около 1,4 млн человек. Множество посетителей приводит в Эксмур желание пройти по вересковым пустошам или тропам. По берегу от Линтона до Линмута идёт фуникулёр, а от Линтона до Вуди-бэй — железная дорога. Далее по берегу расположен тихий приморский город Порлок, близ которого находятся заповедный болотный солончак и гавань Porlock Weir. В старом портовом городе Уотчете есть шлюпочная гавань, а в июле там проводят карнавал.
Сухопутные достопримечательности обычно располагаются близ маленьких городов и деревень или в речных долинах, как, например, Тарр Степс и Подснежниковая долина (англ. Snowdrop Valley) близ Каткума, которая в феврале покрывается сплошным ковром из подснежников, а позже там расцветает множество гиацинтоидесов. Уитипул также расположен в долине реки, через эту деревню проходит тропа Two Moors Way. Достопримечательности Данстера — замок, монастырь, голубятня, рынок пряжи, постоялый двор, мост, мельница и станция железной дороги.
В Эксмуре происходит действие нескольких литературных произведений, включая роман Ричарда Блэкмора «Лорна Дун» и рассказ Маргарет Дрэббл «Эксмурская ведьма» (Witch of Exmoor). Парк дважды был показан в передаче Seven Natural Wonders.

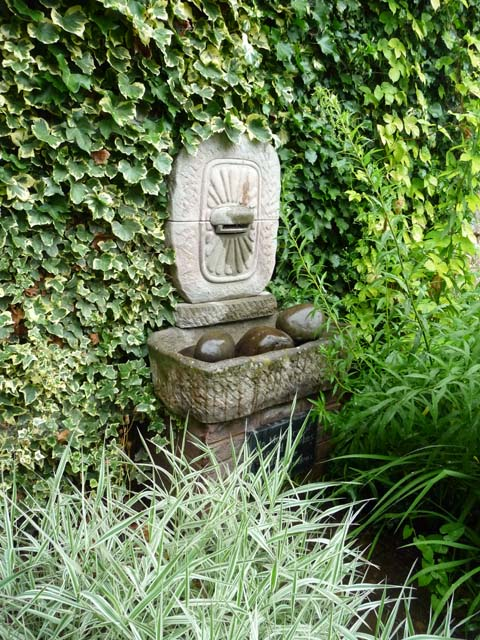
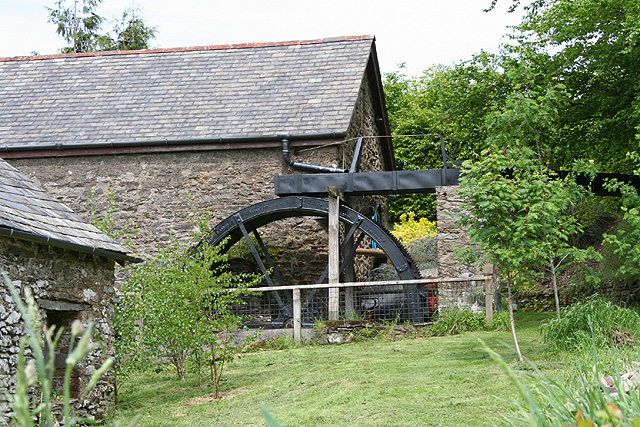
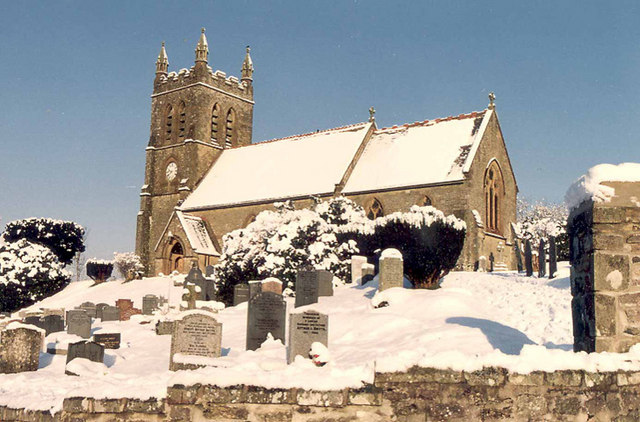
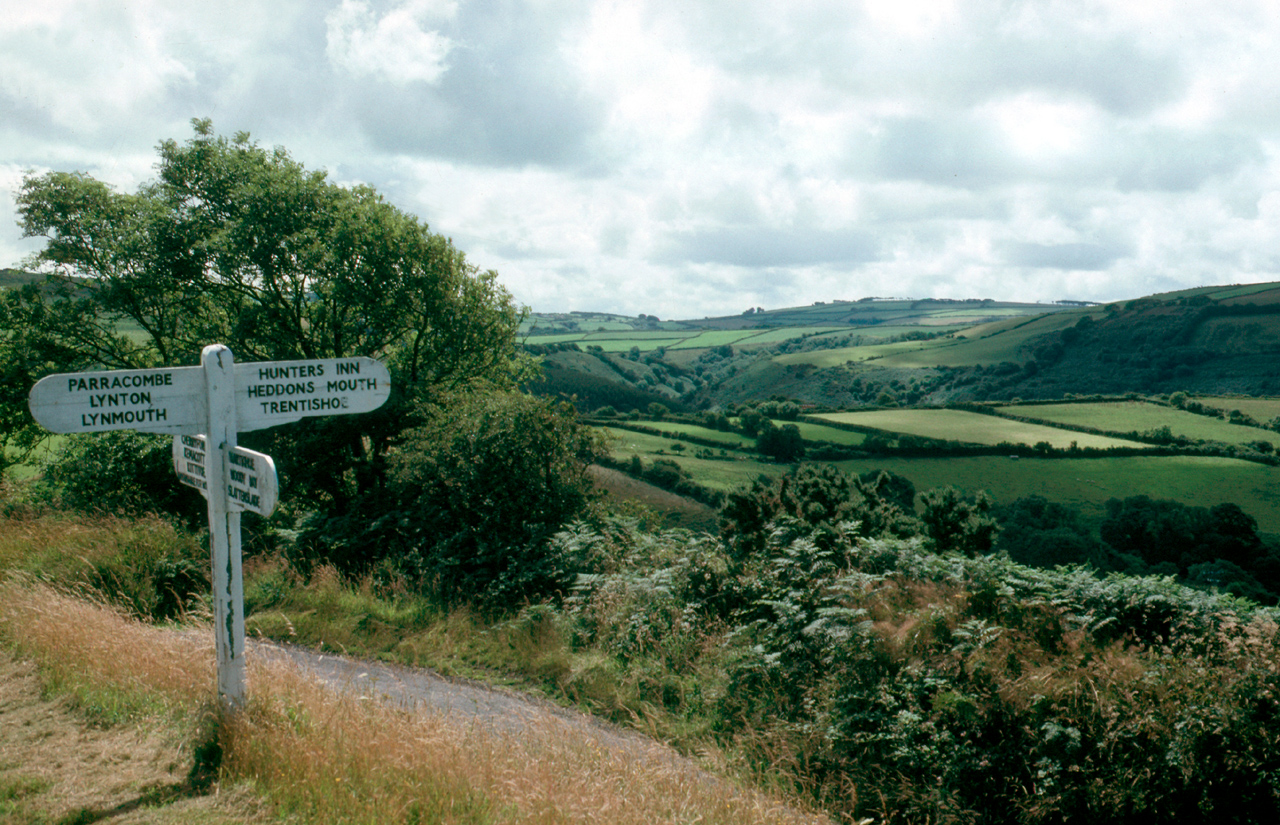